# توماس دانيلسون
توماس دانيلسون (بالسويدية: Thomas Danielsson)‏ هو سائق سيارة سباق ومهندس سويدي، ولد في 4 ديسمبر 1964 في Kungsbacka ‏ في السويد.

## روابط خارجية
- توماس دانيلسون على موقع DriverDB.com (الإنجليزية)